# Fokin
A Fokin (oroszul: Фокин) orosz családnév. Női változata a Fokina.

## Híres Fokin nevű személyek
- Igor Fokin (1960–1996) orosz bábművész
- Igor Fokin (1956) orosz színész
- Mihail Fokin (1880–1942) orosz koreográfus, táncművész
- Mihola Fokin (1912–1990) ukrán operaénekes
- Szergej Fokin (1961) orosz labdarúgó
- Szergej Fokin (1865–1917) orosz biokémikus
- Valerij Fokin (1946) orosz színházi rendező
- Vitold Fokin (1932–2025) ukrán politikus, miniszterelnök (1990–1992)
- Vlagyiszlav Fokin (1986) orosz jégkorongozó